# Сельское хозяйство Польши

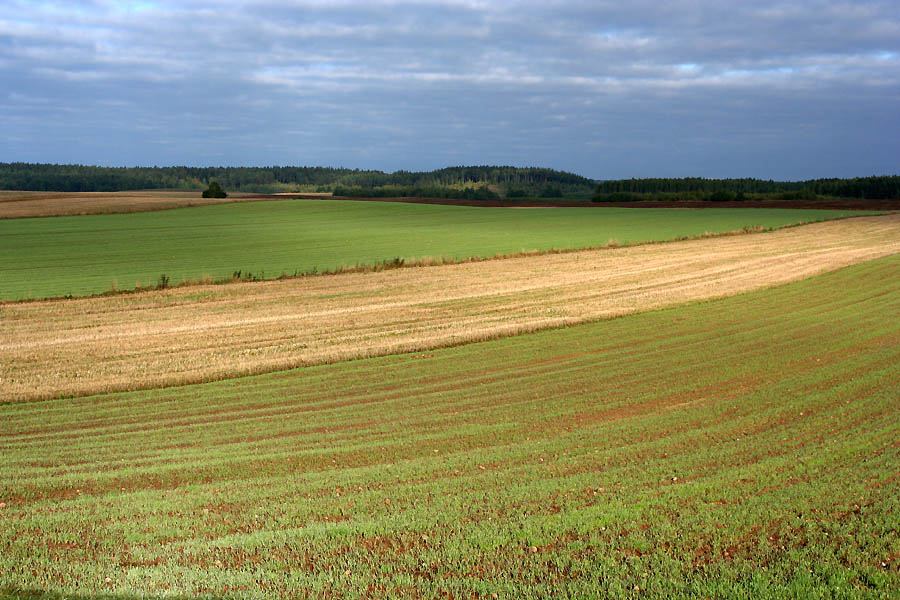
Посевы в Подляшьи

Сельское хозяйство Польши — одна из главных отраслей польской экономики. В 2008 г. на сельское хозяйство приходилось 4,5 % ВВП, занято было в нём 17,4 % (2005 г.) активного населения страны. Площадь сельскохозяйственных угодий составляет 15,9 млн га. В настоящее время в Польше 2 млн частных хозяйств, занимающих 90 % всех сельскохозяйственных угодий и на которые приходится примерно такой же процент от общего объёма сельскохозяйственного производства. На фермы площадью более 15 га приходится 9 % от общего количества хозяйств. Но при этом они охватывают 45 % от общей площади сельскохозяйственных угодий. Более половины домашних хозяйств в Польше производят продукцию для собственного потребления.  Польское аграрное производство нестабильно, из-за непредсказуемых погодных условий и переменчивости прибыли от сельскохозяйственных культур. Высока степень механизации.
Польша экспортирует фрукты, ягоды и овощи, мясо и молочные продукты, а импортирует пшеницу, фуражное зерно, растительное масло. Польша является крупным производителем картофеля, сахарной свеклы, рапса, зерна, свинины и птицы в Европе.

## История

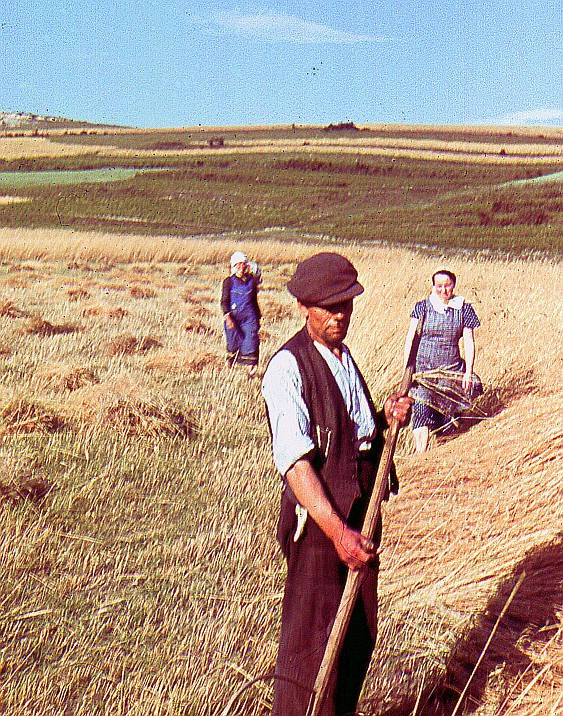
Жатва в Малой Польше. 1938 г.

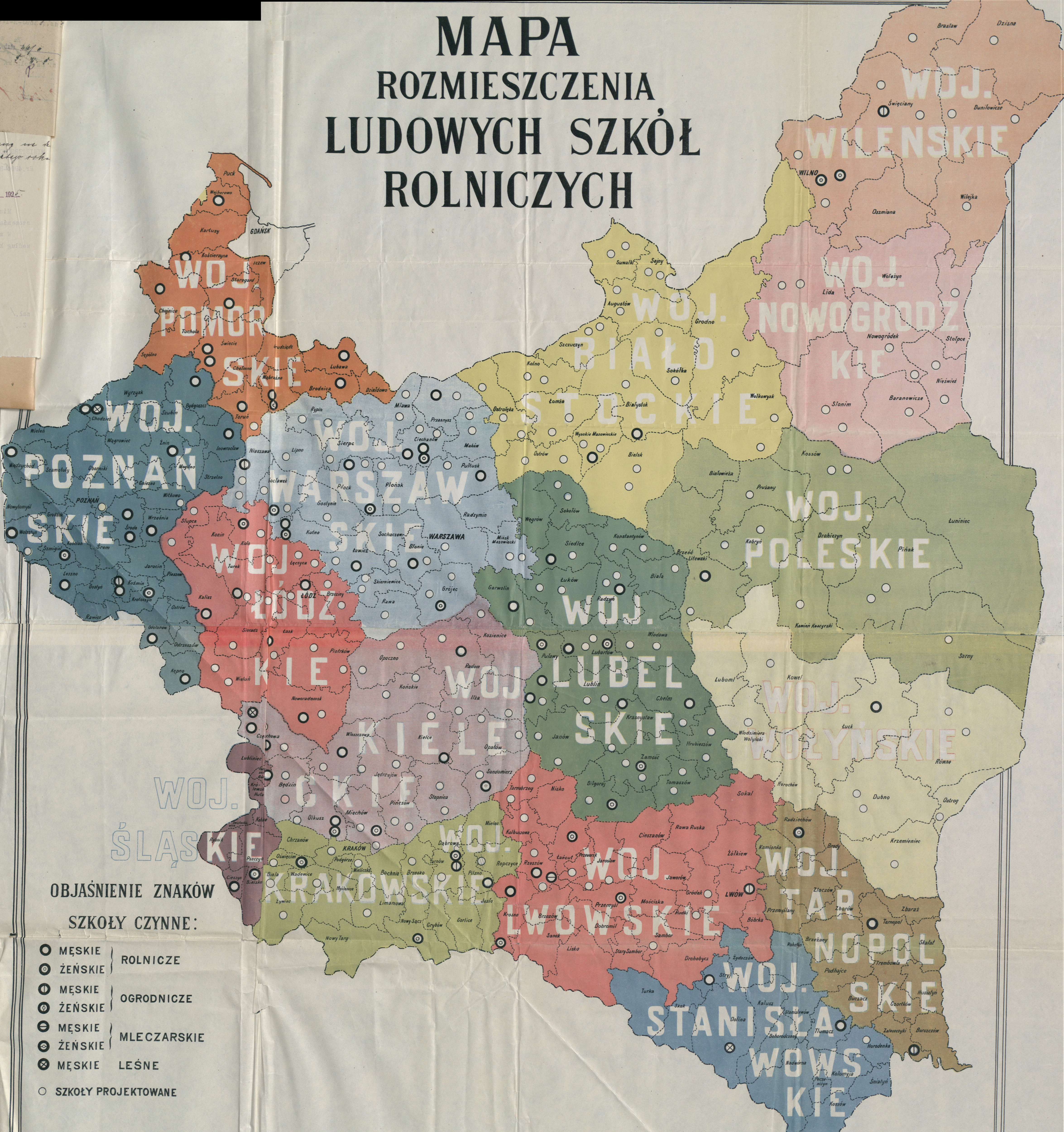
Карта распределения народных сельскохозяйственных школ 1925-1931 гг. - источник: Государственный Архив в Познани

Несмотря на коллективизацию крестьянства после Второй мировой войны, частная форма владения всё же оставалась главенствующей на польском селе, но государство сохраняло косвенный контроль над сельским хозяйством. В 60-х и 70-х годах частные фермерства были неэффективными, из-за политики государства по выделению ресурсов (машины, строительные материалы и другое), которая не соответствовала требованиям крестьян.
Благодаря преобладанию частных подсобных хозяйств приватизация в конце 80-х годов не встречала особых трудностей. Политико-экономические перемены, стартовавшие в 1989 г., поспособствовали ещё большему сокращению степени вовлеченности государства в аграрный сектор экономики и внедрению новых форм собственности. Бывшие крупные совхозы были раздроблены, а в оставшихся хозяйствах безработица достигала 80 %. Чтобы преодолеть негативные последствия безработицы, государство стало увеличивать площадь частных ферм. Но для нормального функционирования аграрного сектора экономики нужны были инвестиции в инфраструктуру. Правительство это понимало: оно создало проект модернизации сельского хозяйство. После этого Всемирный банк оказал финансовую помощь Польше. В 1992 г. создано Агентство аграрной собственности государственной казны, которое сосредототачивало свою деятельность на управление перешедшей в его владение собственностью земледельческих совхозов, что первоначально осуществлялось путём распродажи угодий или их аренды.

## Растениеводство
Главная отрасль польского сельского хозяйства. За зерновыми культурами занято 56 % площади сельскохозяйственных угодий, кормовыми — 18 %, картофелем — 16 %, техническими культурами — 5 %, овощными — 5 %. Выращиваются рожь, картофель, сахарная свёкла, пшеница, ячмень, овёс. На северо-востоке страны распространены посевы льна, картофеля и ржи. В центре и на юге страны распространены посевы сахарной свёклы, хмеля, пшеницы. В бо́льшей части страны, характеризующейся легкими почвами преобладает ржано-картофельное направление полеводства; свёкловично-пшеничное направление — в Нижней Силезии, Куявии, Великопольше. Главные центры садоводства — южные окрестности Варшавы и Предкарпатье.
Польша — одна из ведущих в Европе стран по выращиванию ржи, сахарной свёклы и картофеля и крупнейший в мире экспортёр яблочных консервов.

## Животноводство
Главная отрасль польского животноводства — свиноводство. Оно по популярности опережает разведение крупного рогатого скота, пчеловодство и рыболовство. Птицеводство и овцеводство распространено на юге страны.
По производству мяса страна занимает 16-е место в мире и 7-е в Европе. Польша входит в десятку крупнейших производителей молока.